# Baker (Nevada)
Baker es un lugar designado por el censo en el condado de White Pine en el estado estadounidense de Nevada.

## Geografía
Baker se encuentra ubicado en las coordenadas 39°0′48″N 114°7′22″O / 39.01333, -114.12278.